# 도모오쿠정
도모오쿠정(鞆奥町)은 도쿠시마현 가이후군에 있던 정이다. 

## 역사
- 1889년 10월 1일 - 정촌제 시행에 수반해 2촌의 구역으로 도모오쿠촌이 성립하였다
- 1923년 1월 1일 - 정으로 승격해 도모오쿠정이 되었다.
- 1955년 3월 31일- 가와니시촌과 합병해 가이후정이 성립, 동일 도모오쿠정은 폐지되었다.

## 교통

### 철도
현재는 구촌지역에 요산선・아사 해안철도 아사토선 가이후역이 소재하지만 당시엔 미개업

### 도로
- 국도 제194호선 (현 국도 제35호선)

## 참고문헌
- 『角川日本地名大辞典 36 徳島県』